# Hilarion Capucci
Hilarion ben Bashir Capucci (in arabo هيلاريون كابوتشي‎?; Aleppo, 2 marzo 1922 – Roma, 1º gennaio 2017) è stato un arcivescovo cattolico e attivista siriano.
È stato un personaggio controverso della vita religiosa e politica del Medio Oriente: per i suoi sostenitori era un difensore della pace e dei diritti umani, mentre i critici gli hanno sempre rimproverato la contiguità con l'Organizzazione per la Liberazione della Palestina e, almeno per un certo periodo della sua vita, anche con la lotta armata.

## Biografia
Capucci venne ordinato prete per l'Ordine basiliano aleppino dei melchiti nel 1947.
In veste di superiore generale dei Basiliani aleppini partecipò al Concilio Vaticano II, dove fece anche alcuni interventi in tema di apostolato dei laici e di ecumenismo.
Nel 1965 fu ordinato arcivescovo titolare di Cesarea di Palestina dei Greco-Melchiti.
Dal 1965 fino al 1974 fu vescovo ausiliare presso l'arcieparchia di Gerusalemme dei Melchiti, dichiarandosi sempre oppositore politico dello Stato di Israele e allineandosi alle posizioni dei Palestinesi.
Capucci giocò un ruolo chiave durante la crisi degli ostaggi in Iran: si recò diverse volte in visita agli ostaggi, e all'inizio del maggio 1980 ottenne il rilascio dei cadaveri dei soldati americani che erano morti in un incidente durante l'operazione Eagle Claw. Capucci aveva anche negoziato un accordo per il rilascio degli ostaggi, ma il piano fallì perché la stampa francese pubblicò la storia prima che l'accordo fosse approvato dal parlamento iraniano.

### L'arresto per contrabbando di armi
Il 18 agosto 1974 Capucci venne arrestato dalla polizia israeliana per contrabbando di armi: a bordo della sua limousine Mercedes Capucci stava introducendo dal Libano alla Cisgiordania fucili automatici, pistole, esplosivo TNT, bombe a mano e munizioni. Un tribunale israeliano lo dichiarò colpevole di servirsi del suo status di diplomatico per rifornire di armi l'Esercito di Liberazione della Palestina e lo condannò a dodici anni di reclusione. I governi di Iraq, Egitto, Libia, Sudan e Siria lo celebrarono come un eroe ed emisero francobolli con il suo ritratto.
Capucci fu tra i prigionieri il cui rilascio venne richiesto dai terroristi palestinesi (politicamente vicini al Partito Ba'th irakeno) che avevano sequestrato gli abitanti dell'intero villaggio di Yuval in Galilea. Il rilascio di Capucci venne ancora richiesto dai dirottatori del volo Air France 139 nel 1976.
Massimo V Hakim, Patriarca dei Melchiti, fu tra i più accesi difensori dell'operato di Capucci. In un'intervista dichiarò:
Le autorità israeliane si trovarono di fronte ad un dilemma. Attraverso il suo avvocato di Ramallah, Aziz Shehadeh, e soprattutto attraverso i canali diplomatici della Chiesa cattolica, Capucci era riuscito a creare intorno a sé una rete di pressione internazionale che richiedeva il suo rilascio. D'altra parte Israele temeva che l'arcivescovo, una volta liberato, potesse diventare una sorta di eroe politico nei Paesi arabi, come era capitato nel caso del pastore anglicano Elias Khoury, catturato dalla polizia israeliana nel 1969 dopo che con un commando terrorista aveva piazzato una bomba nel supermercato Supersol di Gerusalemme, ed espulso in Giordania dove aveva ricevuto accoglienza trionfale (venne anche nominato vescovo di Amman). Alla fine, l'arcivescovo Capucci venne liberato nel 1978 dopo un deciso e insistente intervento della Santa Sede sul governo israeliano.
Papa Paolo VI aveva promesso al Presidente di Israele Ephraim Katzir e ai primi ministri Rabin e Begin che Capucci si sarebbe ritirato in un monastero in America Latina, non sarebbe più tornato in Medio Oriente e soprattutto non avrebbe più avuto contatti con l'OLP. Capucci giunse a Roma in aereo, e quattordici mesi più tardi ruppe le promesse ritornando a Damasco, per partecipare a una riunione dell'esecutivo dell'OLP. Da qui, egli passò in Iran, dove tenne un pubblico discorso di elogio dell'ayatollah Khomeyni che da poco aveva conquistato il potere assoluto nella Repubblica islamica.

### Attivismo contro la guerra in Iraq e per la causa palestinese
Oppositore della guerra in Iraq, Capucci scrisse l'introduzione al libro Neo-Conned!: Just War Principles a Condemnation of War in Iraq di John Sharpe (scrittore e giornalista statunitense, accusato nel 2008 di essere antisemita).
Nel 2002 ad un corteo a favore della causa palestinese plaudì pubblicamente ai «martiri dell´Intifada che vanno alla morte come a una festa».. Per queste parole venne criticato dalla giornalista Oriana Fallaci nell'articolo "Sull'antisemitismo", in cui definiva "vergognoso" il fatto di «piazzarsi a un microfono per ringraziare in nome di Dio i kamikaze che massacrano gli ebrei nelle pizzerie e nei supermarket».
Nel 2009 Capucci era a bordo di una nave libanese diretta verso Gaza che fu bloccata dalle Forze Armate israeliane quando tentò di forzare il blocco navale.
Capucci concelebrò la messa del funerale di Vittorio Arrigoni, militante pro-palestinese rapito e assassinato nell'aprile 2011 da un gruppo salafita di Gaza.

### Partecipazione alla Freedom Flotilla
Nel maggio 2010 Capucci, quasi novantenne, partecipò alla spedizione della Flotilla organizzata dal Movimento per Gaza Libera: era a bordo della motonave MV Mavi Marmara, che fu bloccata e requisita dalla marina israeliana nelle prime ore del 31 maggio: negli scontri tra militari e attivisti, nove persone vennero uccise e molte ferite. Capucci fu detenuto nel carcere di Be'er Sheva e quindi espulso da Israele.

### Attivismo in difesa del presidente Assad nella guerra civile in Siria
A partire dal 2011, con lo scoppio della guerra civile siriana, scese in numerose piazze italiane in difesa del presidente Bashar al-Assad e contro gli insorti. L'arcivescovo affermava di voler così manifestare "solidarietà con il popolo siriano, oggi sofferente e maltrattato ingiustamente" a causa di quello che definì una "cospirazione", un "complotto sionista nei confronti della mia madre patria, la Siria, la madre cara e amorosa", un "autunno arabo distruttore" sollevatosi contro il legittimo governo di Assad. Per risolvere la crisi, Capucci chiese un "dialogo fraterno, costruttivo e trasparente per giungere ad una pacifica riconciliazione e ad una pace giusta".

## Genealogia episcopale
La genealogia episcopale è:
- Vescovo Filoteo di Homs
- Patriarca Eutimio III di Chios
- Patriarca Macario III Zaim
- Vescovo Leonzio di Saidnaia
- Patriarca Atanasio III Dabbas
- Vescovo Néophytos Nasri
- Vescovo Efthymios Fadel Maalouly
- Patriarca Cirillo VII Siage, B.S.
- Patriarca Agapio III Matar, B.S.
- Patriarca Massimo III Mazloum
- Patriarca Clemente I Bahous, B.S.
- Patriarca Gregorio II Youssef-Sayour, B.S.
- Patriarca Pietro IV Geraigiry
- Patriarca Cirillo VIII Geha
- Patriarca Demetrio I Cadi
- Cardinale Massimo IV Saigh, S.M.S.P.
- Arcivescovo Hilarion Capucci, B.A.